# 화성중학교 (충남)
화성중학교(化城中學校)는 대한민국 충청남도 청양군 화성면 구재리에 있었던 공립 중학교이다.

## 학교 연혁
- 1971년 1월 16일 : 학교 설립 인가(6학급)
- 1971년 3월 8일 : 개교 및 입학식
- 2006년 3월 1일 : 학급 감축 인가(3학급)
- 2023년 9월 1일 : 제28대 박경숙 교장 부임
- 2024년 1월 5일 : 제51회 졸업(16명, 총 4,439명)
- 2024년 3월 4일 : 신입생 입학(4명)
- 2025년 2월 28일 : 54년만에 폐교[2]

## 참고 자료
- 화성중학교 - 한국교육학술정보원 학교알리미